# Baïse de Lasseube
Pour les articles homonymes, voir Baïse et Lasseube.
Ne doit pas être confondu avec Baïse.
La Baïse, de Lasseube ou Bayse est un affluent gauche du gave de Pau, entre la Juscle et le Luzoué.
Son bassin est appelé bassin des Baïses par référence aux Baïses de Lasseube et de Monein.

## Étymologie
Il n'est pas douteux que Baïse, aussi orthographié Bayse ou Bayze dans les textes, est un hydronyme. En effet, sur la carte de Cassini de 1773, trois rivières au moins portent le nom de Baïse dans la région de Monein. Elles ont ensuite été différenciées en Bayse de Lasseube, en Baysère (ou Bayse de Monein), affluent de la Bayse de Lasseube et en Baylongue, affluent de la Baysère. Dans les textes anciens, le Luzoué, autre affluent gauche du Gave de Pau, est parfois appelé Baïse de Cardesse. Un autre affluent de la Bayse, en provenance d'Ogeu, s'appelle la Baysole
 Par ailleurs, la grande Baïse du Gers prend sa source sur le plateau de Lannemezan, se jette dans la Garonne et a comme affluents la petite Baïse et la Baïsole.
 La racine commune à tous ces hydronymes est généralement associée au basque "bai" (ʺBaigorryʺ rivière rouge, ʺBaionaʺ rivière bonne), forme ancienne de "ibaia". Une étymologie alternative à partir de la racine gasconne "ban" semble moins convaincante.

## Géographie
La Baïse naît à Lasseubetat, puis s'écoule vers le nord pour rejoindre le gave à Pau à Abidos. Sa longueur est de 40,6 km. 

### Département et communes traversés
- Pyrénées-Atlantiques : Abidos, Abos, Arbus, Aubertin, Lacommande, Lasseube, Monein, Mourenx, Noguères, Os-Marsillon, Parbayse, Pardies.

## Principaux affluents
- (D?) le Lezà, de Lasseubetat[1]
- (G) la Baysole[8], en provenance d'Ogeu
  - (G) l'Artiguet
- (D) l'Arriu Grand, de Louyrat (Lasseube)
  - (D) le ruisseau de Haget
- (G) le ruisseau de Cambet
- (G) le Bert[9] du Laring de Précilhon
- (D) le ruisseau de Houchoû
- (G) le ruisseau de Seubemale
- (G) le ruisseau de Bernatouse
  - (D) le ruisseau de Broucà
- (G) le ruisseau d'Aubertin
- (G) le ruisseau de Coigt d'Arrens
- (G) le ruisseau de la Rouède
- (D) la Lèze, des environs d'Abos
- (G) la Baïsère[1] / Baysère ou Baïse de Monein[10],[11], 20.4 km, de Ticoulat dans le bois de Laring.
  - (G) le ruisseau de Lassoure, en provenance de Peyre Blanque
  - (G) la Baylongue[12], 11.4 km, en provenance du Haut d'Estialescq, formée du Caparrecq et du Chicq[1].
    - (D) l'Hibaruet[13] ou Laring, en provenance de Houratade[14].